# Homolobus luteifasciatus
Homolobus luteifasciatus är en stekelart som beskrevs av Maeto 1982. Homolobus luteifasciatus ingår i släktet Homolobus och familjen bracksteklar. Inga underarter finns listade i Catalogue of Life.